# جوردان سوينغ
جوردان سوينغ (بالإنجليزية: Jordan Swing)‏ مواليد 31 ديسمبر 1990 في ممفيس، هو لاعب كرة سلة محترف أمريكي بدأ مسيرته الاحترافية في سنة 2014 يلعب مع فريق باسكت سرقسطة 2002 في ليغا أيه سي بي ويحمل الرقم 44. يبلغ طوله 6 قدم 6 بوصة (2.0 م).

## روابط خارجية
- جوردان سوينغ على موقع الدوري الإسباني لكرة السلة (الإسبانية)
- جوردان سوينغ على موقع كرة السلة الأوروبية.كوم (الإنجليزية)
- جوردان سوينغ على موقع كلية كرة السلة في سبورتس رفرنس.كوم (الإنجليزية)
- جوردان سوينغ على موقع ريلجم (الإنجليزية)
- جوردان سوينغ على موقع بروبوليرز (الإنجليزية)
- جوردان سوينغ على موقع سبورتس رفرنس (الإنجليزية)
- جوردان سوينغ على موقع سبورتس رفرنس (الإنجليزية)